# تيبور راب
تيبور راب (بالمجرية: Rab Tibor)‏ هو لاعب كرة قدم ومدرب كرة قدم مجري في مركز الدفاع، ولد في 2 أكتوبر 1955 في غودولو في المجر. شارك مع منتخب المجر لكرة القدم. أما مع النوادي، فقد لعب مع نادي فيرينتسفاروشي.

## وصلات خارجية
- تيبور راب على موقع الاتحاد الدولي (مؤرشف)  (الإنجليزية)
- تيبور راب على موقع قاعدة بيانات كرة القدم.إي يو (الإنجليزية)
- تيبور راب على موقع ناشيونال فوتبول تيمز (الإنجليزية)
- تيبور راب على موقع عالم كرة القدم.نت (الإنجليزية)